# 27602 Chaselewis
27602 Chaselewis este un asteroid din centura principală de asteroizi.

## Descriere
27602 Chaselewis este un asteroid din centura principală de asteroizi. A fost descoperit pe 18 martie 2001 la Socorro, New Mexico, în cadrul proiectului LINEAR. Asteroidul prezintă o orbită caracterizată de o semiaxă mare de 2,36 ua, o excentricitate de 0,18 și o înclinație de 2,2° în raport cu ecliptica.